# General Emiliano Zapata, Chiapas
General Emiliano Zapata är en ort i Mexiko.   Den ligger i kommunen Pichucalco och delstaten Chiapas, i den sydöstra delen av landet, 700 km öster om huvudstaden Mexico City. General Emiliano Zapata ligger 29 meter över havet och antalet invånare är 152.
Terrängen runt General Emiliano Zapata är kuperad åt sydväst, men åt nordost är den platt. Runt General Emiliano Zapata är det ganska tätbefolkat, med 67 invånare per kvadratkilometer. Närmaste större samhälle är Teapa, 16,9 km öster om General Emiliano Zapata. Trakten runt General Emiliano Zapata består till största delen av jordbruksmark.